# حارة الميثاق (صنعاء)

تعديل مصدري - تعديل

حارة الميثاق هي إحدى حارات حي الثورة بمديرية الثورة إحد مديريات العاصمة اليمنية صنعاء، بلغ تعداد سكانها 1857 نسمة حسب تعداد اليمن لعام 2004.